# Tillandsia 'Lorenzo'
Tillandsia 'Lorenzo' es un  cultivar híbrido del género Tillandsia perteneciente a la familia  Bromeliaceae.
Es un híbrido creado en el año 1998 con las especies Tillandsia capitata × desconocido.